# Crithagra buchanani
El serín piquigordo sureño (Crithagra buchanani) es una especie de ave paseriforme de la familia Fringillidae endémica de África oriental.

## Taxonomía
El serín picogordo sureño anteriormente se clasificaba en el género Serinus, pero al demostrarse que el género era polifilético por medio de estudios genéticos, fue trasladado al género Crithagra con otras especies.

## Distribución y hábitat
Se encuentra únicamente en Tanzania y el sur de Kenia. Su hábitat natural son las zonas de matorral tropical seco.